# Robert Bulwer-Lytton, 1. Earl of Lytton

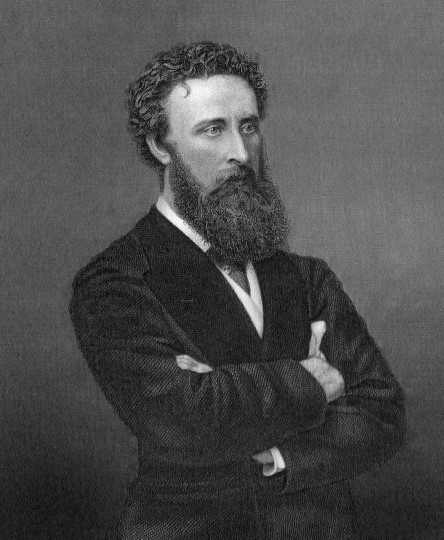
Edward Robert Bulwer-Lytton, 1. Earl of Lytton

Edward Robert Bulwer-Lytton, 1. Earl of Lytton als Vizekönig von Indien

Edward Robert Bulwer-Lytton, 1. Earl of Lytton GCB GCSI GCIE PC (* 8. November 1831 in London; † 24. November 1891 in Paris) war ein britischer Diplomat und Schriftsteller, sowie von 1876 bis 1880 Vizekönig von Indien. Er veröffentlichte Gedichte unter dem Künstlernamen „Owen Meredith“.

## Leben
Bulwer-Lytton war der Sohn des Parlamentariers und Romanautors Edward Bulwer-Lytton und dessen Frau, der Schriftstellerin Rosina Bulwer-Lytton. Er besuchte die Harrow School sowie die Rheinische Friedrich-Wilhelms-Universität Bonn.
Im Alter von 18 Jahren ging Bulwer-Lytton als Privatsekretär seines Onkels Sir Henry Bulwer in die Vereinigten Staaten, wo sein Onkel drei Jahre lang das Amt des britischen Botschafters bekleidete.
Im Jahre 1864 heiratete Bulwer-Lytton Edith Villiers, eine Enkelin des Baron Ravensworth, mit der er mindestens sieben Kinder hatte. Eine seiner Töchter heiratete den britischen Architekten Sir Edwin Lutyens, eine andere Gerald Balfour, 2. Earl of Balfour.
Von 1876 bis 1880 war Bulwer-Lytton Generalgouverneur und Vizekönig von Indien. In seine Amtszeit fallen die Große Hungersnot von 1876 bis 1878, der Zweite Anglo-Afghanische Krieg und der Vertrag von Gandamak.
Später wurde er als Botschaftssekretär beziehungsweise Botschafter der britischen Krone an verschiedene europäische Königshöfe entsandt, so nach Portugal und Frankreich (1887–1891).

## Politische Rolle während der Großen Hungersnot (1876–1878)
Die Politik Bulwer-Lyttons während der Großen Hungersnot in Indien, die im Jahr von Bulwer-Lyttons Amtsantritt als Vizekönig von Britisch-Indien begann und der zwischen 6,1 Millionen und 10,3 Millionen Menschen in Südindien zum Opfer fielen, ist Gegenstand internationaler Kontroversen zwischen Historikern. Während einige Forscher die Ansicht vertreten, die Hungersnot und ihre Opfer beruhten auf natürlichen Faktoren wie Missernten, argumentieren andere, der Tod von Millionen Indern sei der laissez-faire-Politik der britischen Kolonialregierung unter Bulwer-Lytton geschuldet, die bewusst keine effektiven Gegenmaßnahmen getroffen hätte. Dabei wird auch der Vorwurf des Genozids erhoben.

## Schriftsteller
Bulwer-Lytton veröffentlichte im Alter von 25 Jahren unter dem Künstlernamen „Owen Meredith“ einen Gedicht-Band, dem Novellen und weitere Gedichte unter demselben Pseudonym folgten. Als sein bekanntestes Werk gilt Lucile von 1860, das in der breiten Öffentlichkeit auch deswegen bekannt wurde, weil dem Autor vorgeworfen wurde, es handele sich um ein Plagiat von George Sands Lavinia.

### Veröffentlichungen
- Pausanias, the Spartan, Tauchnitz, Leipzig 1876.

## Titel und Orden
Nach dem Tod seines Vaters im Jahre 1871 erbte Bulwer-Lytton dessen Titel Baron Lytton und Lytton Baronet. Als er aus Indien zurückgekehrt war, wurden ihm die Titel Earl of Lytton und Viscount Knebworth verliehen.
In seiner Eigenschaft als Vizekönig war Bulwer-Lytton kraft Amtes Großmeister der beiden auf Indien bezogenen Ritterorden des Vereinigten Königreiches, des Order of the Star of India und des Order of the Indian Empire. Er trug die höchste Stufe dieser Orden ebenso wie die des Bathordens.